# Полюшкино (Черниговская область)
Полюшкино (укр. Полюшкине) — село в Новгород-Северском районе Черниговской области Украины. Население — 71 человек. Занимает площадь 0,65 км².
Почтовый индекс: 16014. Телефонный код: +380 4658.